# Lorenzo Homar
Lorenzo Homar Soler  (Palma de Mallorca, España, 29 de septiembre de 1936) es un exfutbolista español que se desempeñaba como delantero.

## Clubes
| Club                   | País   | Año       |
| ---------------------- | ------ | --------- |
| Córdoba Club de Fútbol | España | 1958-1965 |